# LaLa♪Lu
LaLa♪Lu（ららるー）は、2001年から2003年にかけて活動したアイドルユニット。

## 概要
ユニット名はLarge Laughs and Luvの頭文字を採ったもので、意味は「とびっきりのお楽しみと愛」。

## ディスコグラフィ

### シングル
| 枚  | 発売日        | タイトル   | 型番    |
| --- | ------------- | ---------- | ------- |
| 1st | 2002年5月25日 | Large      | TSM-001 |
| 2nd | 2002年6月29日 | Laughs     | TSM-002 |
| 3rd | 2002年7月27日 | Luv.       | TSM-003 |
| ※   | 2003年8月     | 証-あかし- |         |

### アルバム
| 枚  | 発売日        | タイトル      | 型番    | 備考 |
| --- | ------------- | ------------- | ------- | ---- |
| 1st | 2003年5月17日 | La♪st Seasons | TSM-005 | 7人  |

### その他CD
- Doougs（大塚麻恵・新谷さや香）
  - Technical Love（2003年、ファイナルライブ会場限定販売）

### その他発表された楽曲
- YOU&I～これがいいんじゃない？～（チョコキスヴァージョン）※マルチメディア端末「e-TOWER」にて扱い、2002年2月6日発売。
- YOU&I～これがいいんじゃない？～（スローバージョン）
- ロマンティックを始めましょ♥（スローバージョン）

### VHS
- Merry Merry LaLaLu（2001年クリスマスライブ収録）
- Merry Merry LaLaLu 2002（2002年クリスマスライブ収録）
- LaLaLu THE LAST REVUE（ファイナルライブ他収録）

## 出演
- ゲーム『チョコレート♪キッス』（2002年、登場する9人の女の子の声優を担当[2]）